# Arthur Erickson

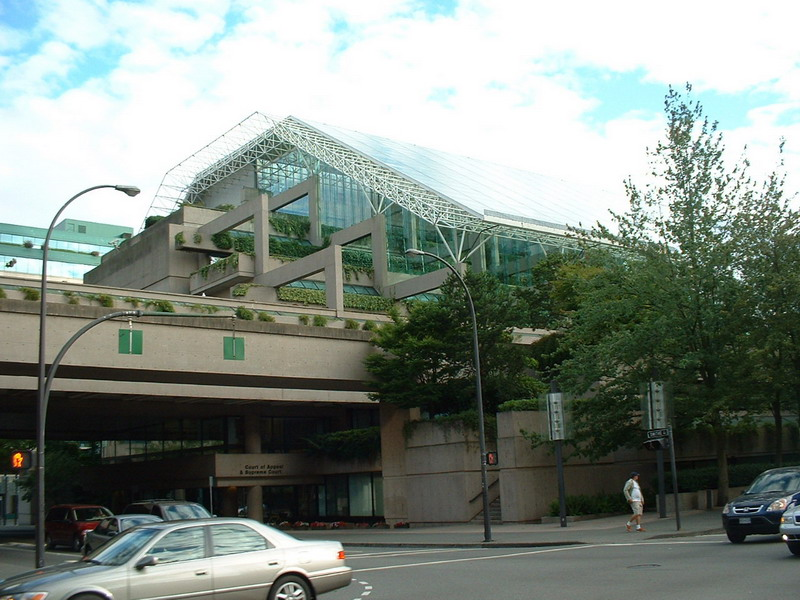
Toà án Robson Square ở Vancouver, Canada

Arthur Charles Erickson (14 tháng 6 năm 1924 tại Vancouver, Canada – 20 tháng 5 năm 2009 tại Vancouver) là một kiến trúc sư Hiện đại nổi tiếng thế giới.
Bê tông là vật liệu ưu thích trong các thiết kế của Arthur Erickson, ông từng phát biểu: "Bê tông là đá hoa cương của thế kỉ 20". Công trình Đại sứ quán Canada tại Mỹ của ông được xem là nguồn cảm hứng cho tác phẩm Toà nhà phía Đông, Bảo tàng Nghệ thuật Quốc gia Mỹ của kiến trúc sư I.M Pei.
Năm 1973, ông được nhà nước Canada tặng Huân chương Canada (Order of Canada), bậc Sĩ quan (Officer) và năm 1981 được thăng bậc cao nhất của huân chương này (Companions of the Order of Canada). Năm 1986, ông được tặng thưởng Huy chương vàng AIA. Hiện nay ông đứng đầu hãng Thiết kế kiến trúc Arthur Erickson đặt trụ sở tại Vancouver, Canada và có văn phòng tại nhiều nơi trên thế giới.

## Một số công trình thiết kế
- Đại học Simon Fraser, Vancouver, Canada
- Bảo tàng Nhân chủng học, Đại học British Columbia, Vancouver, Canada
- Đại học Lethbridge, Alberta, Canada
- Gian triển lãm Canada tại triển lãm thế giới Expo 1965, Tokyo
- Sứ quán Canada ở Washington, D.C., Mỹ
- Toà án Robson Square, Vancouver, British Columbia
- Tòa thị chính, Fresno, California, Mỹ
- Trung tâm hội nghị San Diego, California, Mỹ
- Phòng hòa nhạc Roy Thomson, Toronto, Ontario, Canada
- Toà án Palm, Vancouver, Canada.
- Mở rộng khu nhà thí nghiệm, Khoa Sinh học, Đại học Stanford, Mỹ